# Gianluca Busio
Gianluca Cristiano Busio (Greensboro, Carolina del Norte, 28 de mayo de 2002) es un futbolista estadounidense. Juega de centrocampista y su equipo es el Venezia F. C. de la Serie B de Italia.

## Trayectoria
Busio entró a las inferiores del Sporting Kansas City en 2016. Firmó un contrato de jugador de cantera el 25 de agosto de 2017 y es el jugador más joven en fichar en la MLS desde Freddy Adu en 2004.
Debutó profesionalmente el 4 de abril de 2018 con el Swope Park Rangers, equipo filial del club en la USL, en la victoria por 1-0 sobre el Colorado Springs Switchbacks. Jugó su primer encuentro de la MLS el 28 de julio en la derrota por 3-2 ante el FC Dallas. Una semana más tarde, el 4 de agosto, Busio hizo su primera apertura de liga para Sporting Kansas City contra el Houston Dynamo, que vio tres tarjetas rojas, ocho tarjetas amarillas y 28 faltas en total. Proporcionó su primera asistencia en su carrera con un gol en el minuto 74 para su compañero de equipo Diego Rubio, que resultó ser el ganador en un partido de 1-0. Busio fue el tercer jugador más joven en comenzar un partido en la historia de la Major League Soccer.
El 5 de agosto de 2021 el club anunció su marcha al Venezia F. C. italiano, siendo la venta más cara en la historia de la franquicia.

## Selección nacional
En octubre de 2019 formó parte del plantel de la selección sub-17 de Estados Unidos que jugó la Copa Mundial de Fútbol Sub-17 de 2019 en Brasil.
El 11 de julio de 2021 debutó con la absoluta en el triunfo por la mínima ante Haití de la Copa Oro de la Concacaf 2021.

## Estadísticas

### Clubes
Actualizado al último partido disputado el 18 de mayo de 2025.
| Club | Div.          | Temporada     | Liga  | Liga  | Copas nacionales(1) | Copas nacionales(1) | Copas internacionales(2) | Copas internacionales(2) | Total | Total |
| Club | Div.          | Temporada     | Part. | Goles | Part.               | Goles               | Part.                    | Goles                    | Part. | Goles |
| --- | ------------- | ------------- | ----- | ----- | ------------------- | ------------------- | ------------------------ | ------------------------ | ----- | ----- |
| Sporting Kansas City II Estados Unidos                                                                          | 2.ª           | 2018          | 10    | 0     | ―                   | ―                   | ―                        | ―                        | 10    | 0     |
| Sporting Kansas City II Estados Unidos                                                                          | 2.ª           | 2019          | 5     | 1     | ―                   | ―                   | ―                        | ―                        | 5     | 1     |
| Sporting Kansas City II Estados Unidos                                                                          | 2.ª           | 2020          | 1     | 0     | ―                   | ―                   | ―                        | ―                        | 1     | 0     |
| Sporting Kansas City II Estados Unidos                                                                          | Total club    | Total club    | 16    | 1     | 0                   | 0                   | 0                        | 0                        | 16    | 1     |
| Sporting Kansas City Estados Unidos                                                                             | 1.ª           | 2018          | 7     | 1     | 1                   | 0                   | ―                        | ―                        | 8     | 1     |
| Sporting Kansas City Estados Unidos                                                                             | 1.ª           | 2019          | 22    | 3     | 1                   | 0                   | 3                        | 0                        | 26    | 3     |
| Sporting Kansas City Estados Unidos                                                                             | 1.ª           | 2020          | 5     | 0     | ―                   | ―                   | ―                        | ―                        | 5     | 0     |
| Sporting Kansas City Estados Unidos                                                                             | Total club    | Total club    | 34    | 4     | 2                   | 0                   | 3                        | 0                        | 39    | 4     |
| Venezia F. C. · Italia                                                                                          | 1.ª           | 2021-22       | 29    | 1     | 0                   | 0                   | ―                        | ―                        | 29    | 1     |
| Venezia F. C. · Italia                                                                                          | 2.ª           | 2022-23       | 28    | 0     | 0                   | 0                   | ―                        | ―                        | 28    | 0     |
| Venezia F. C. · Italia                                                                                          | 2.ª           | 2023-24       | 41    | 7     | 1                   | 0                   | ―                        | ―                        | 42    | 7     |
| Venezia F. C. · Italia                                                                                          | 1.ª           | 2024-25       | 33    | 2     | 0                   | 0                   | ―                        | ―                        | 33    | 2     |
| Venezia F. C. · Italia                                                                                          | Total club    | Total club    | 131   | 10    | 1                   | 0                   | 0                        | 0                        | 132   | 10    |
| Total carrera                                                                                                   | Total carrera | Total carrera | 181   | 15    | 3                   | 0                   | 3                        | 0                        | 187   | 15    |
| (1) Incluye datos de la U. S. Open Cup y Copa Italia. (2) Incluye datos de la Liga de Campeones de la CONCACAF. |               |               |       |       |                     |                     |                          |                          |       |       |

## Palmarés

### Títulos internacionales
| Título                  | Club (*)       | País           | Año  |
| ----------------------- | -------------- | -------------- | ---- |
| Copa Oro de la Concacaf | Estados Unidos | Estados Unidos | 2021 |

(*) Incluyendo la selección.

## Vida personal
Busio tiene ascendencia italiana, su padre nació en Brescia y posee la ciudadanía italiana. Él además es afroamericano por parte de madre. Tiene una hermana mayor y su hermano menor, Matteo, juega al fútbol para los Charlotte 49ers de la Universidad de Carolina del Norte en Charlotte.